# 1342
Évszázadok: 13. század – 14. század – 15. század
Évtizedek: 1290-es évek – 1300-as évek – 1310-es évek – 1320-as évek – 1330-as évek – 1340-es évek – 1350-es évek – 1360-as évek – 1370-es évek – 1380-as évek – 1390-es évek
Évek: 1337 – 1338 – 1339 – 1340 –  1341 – 1342 – 1343 – 1344 – 1345 – 1346 – 1347

## Események
- május 7. – VI. Kelemen pápa megválasztása (1352-ig uralkodik).[1]
- Anna Komnénát I. Mikhaél fia, III. Jóannész trapezunti császár  követi a trónon (1344-ig uralkodik).
- július 21. – Székesfehérváron megkoronázzák I. Lajos magyar királyt.[2]
- augusztus 15. – I. Lajos szicíliai király (II. Péter fia) trónra lépése (1355-ig uralkodik).
- október – II. Konstantin örmény király trónra lépése.

## Születések
- január 15. – II. Fülöp burgundi herceg († 1404).
- V. Leó örmény király († 1393).
- III. Frigyes szicíliai király († 1377).

## Halálozások
- április 25. – XII. Benedek pápa.[3]
- július 16. – Károly Róbert magyar király (* 1288).
- augusztus 15. – II. Péter szicíliai király (* 1304/5).
- szeptember 4. (után) – I. Anna trapezunti császárnő (* 1312 körül).